# Hussein Ngulungu
Hussein Ngulungu – tanzański piłkarz grający na pozycji ofensywnego pomocnika. W swojej karierze grał w reprezentacji Tanzanii.

## Kariera klubowa
W swojej karierze piłkarskiej Ngulungu grał w klubach Moro United FC, Tumbaku Morogoro i Pan African SC.

## Kariera reprezentacyjna
W reprezentacji Tanzanii Ngulungu zadebiutował w 1979 roku. W 1980 roku powołano go do kadry na Puchar Narodów Afryki 1980. Na tym turnieju rozegrał dwa mecze grupowe: z Nigerią (1:3) i z Egiptem (1:2). W kadrze narodowej grał do 1983 roku.